# George Hu
George Hu (chinois traditionnel : 胡宇威 ; pinyin : Hú Yǔwēi est un chanteur de mandopop et un acteur américain travaillant principalement à Taïwan.

## Biographie
Il a fait partie du groupe Wu Hu Jiang (en)

## Filmographie sélective

### Longs métrages
- 2015 : Where the wind settles de Wang Toon

### Séries télévisées
- 2007 : Zhong ji yi jia (it)

- 2013 : Prince of Lan Ling (TV series) (en)
- 2022 : Une femme en éclats (Tā hé tā de tā)